# Viața satului
Viața satului este una dintre cele mai vechi emisiuni de televiziune din România. Transmisă pe TVR 1. Inițial titlul emisiunii a fost „Emisiunea pentru sate” pentru ca ulterior să se numească „Viața satului”. Prima emisie a fost în anul 1957, pe data de 10 martie iar emisiunea a avut în toată istoria ei aceeași zi de difuzare, duminica. Formatul emisiunii este cel de magazin social, unde sunt prezentate probleme și aspecte ale vieții rurale.
Formatul emisiunii se păstrează de mulți ani și include rubricile Jurnalul Satului, unde sunt cuprinse cele mai fierbinți știri din lumea rurală, o anchetă despre problemele care apar în această zonă și un reportaj anchetă amănunțit despre problematica mediului rural și sfaturi utile pentru agricultori
Printre prezentatorii emisiunii regăsim nume precum: George Robu (actor, în anul 2009) Valentin Uritescu (actor), Dana Constantinescu (realizator emisiuni TVR), Adrian Rădulescu (2001-2007).
Genericul emisiunii include o porțiune din Hora staccato de Grigoraș Dinicu.